# Curcuma aurantiaca
Curcuma aurantiaca là một loài thực vật có hoa trong họ Gừng. Loài này được Coenraad van Zijp mô tả khoa học đầu tiên năm 1915. Tên gọi địa phương tại khu vực Malang (tỉnh Đông Java) là kuntji kerbo hay temu blobo.

## Từ nguyên
Tính từ định danh aurantiaca là từ tiếng Latinh (giống đực: aurantiacus, giống trung: aurantiacum), có nghĩa là màu da cam. Ở đây là nói tới màu của hoa loài này.

## Phân bố
Loài này có tại Ấn Độ, Indonesia (đảo Java, Maluku, Sulawesi), Malaysia bán đảo, Myanmar?, Sri Lanka?, Thái Lan. Tại Java, nó mọc trong các rừng tếch (Tectona grandis), đây là một hệ sinh thái rất khô trong mùa khô, giống với môi trường sống của nó ở Ấn Độ và Thái Lan.

## Mô tả
Cây thân thảo lâu năm cao 20–70 cm. Thân rễ nhỏ, đơn, hiếm khi chia nhánh, rễ màu vàng nhạt, có mùi long não, củ không cuống. Lá 4-5, với cuống dài 3,5–28 cm; phiến lá 28-51 × 14–21 cm, mép trên và gân lá nhiều lông nhỏ, mặt dưới nhẵn nhụi hơi gợn sóng, đỉnh nhọn, đáy thuôn tròn hoặc hình nêm-hình trứng hoặc đôi khi thuôn dài; cuống lá có rãnh; mặt ngoài bẹ lá nhiều lông nhỏ, mép có lông rung; lưỡi bẹ nhỏ 2 răng, dài 5 mm, mặt ngoài nhiều lông nhỏ. Cụm hoa bông thóc ở đầu cành, 9-23 × 5–9 cm, hình trụ; cán hoa bị che lấp sâu trong bẹ, nhiều lông nhỏ; các lá bắc dưới dài 3.5 cm, gần hình trứng, đỉnh hơi uốn cong, lá bắc giữa hợp sinh bên màu vàng ánh lục, đỉnh đôi khi màu lục sẫm hay tím, lá bắc trên dài 5 cm, thuôn dài-hình mũi mác, nhọn, hơi uốn cong, màu tím, đáy nhạt dần trở thành ánh xanh; hoa dài 4,8 cm; đài hoa dài 11 mm, nhiều lông trắng dài, chẻ một bên, 3 răng phình lên bất thường, đỉnh thuôn tròn; ống tràng 3 lần dài hơn, nhẵn nhụi; các thùy màu da cam nhạt, mặt trong nhẵn nhụi; thùy saunhiều long cực nhỏ, đỉnh thuôn tròn; các thùy bên nhẵn nhụi, đỉnh thuôn tròn; môi lõm, 1,6 cm × 2 cm, có vết rạch, màu da cam tới đỉnh, đoạn giữa sẫm màu; nhị lép màu da cam; mô vỏ bao phấn dài 6 mm, màu da cam nhạt, đỉnh sẫm màu, đáy xiên-cắt cụt; mô liên kết không có phần phụ; bầu nhụy dài 3 mm, hình cầu, màu nâu nhạt.

## Sử dụng
Cụm hoa của C. aurantiaca từng được dùng làm rau ăn tại Sulawesi, nhưng việc sử dụng như vậy hiện nay không còn phổ biến.